# 934 TCN
934 TCN là một năm trong lịch La Mã.